# Molophilus harrisoni
Molophilus harrisoni är en tvåvingeart som beskrevs av Alexander 1945. Molophilus harrisoni ingår i släktet Molophilus och familjen småharkrankar. Inga underarter finns listade i Catalogue of Life.